# Сражение при Захаи
Сражение при Захаи (фр. Bataille de Sahay) произошло 24 мая 1742 года во время Войны за австрийское наследство недалеко от деревни Захаи, примерно в 15 км (10 миль) к северо-западу от Ческе-Будеёвице в южной Богемии (совр. Чехия), между французами под командованием герцога де Брольи и австрийцами под командованием фельдмаршала Лобковица.
За неделю до сражения прусская армия Фридриха II нанесла поражение австрийцам в битве при Хотузице и французы, его союзники, двинулись в южную Богемию. Австрийский фельдмаршал Лобковиц поспешно стал строить еще один укрепленный лагерь к северо-западу от Захаи. После известий о сосредоточении большой массы французских войск, около полудня 25 мая Лобковиц отдал приказ об отступлении. В это время на горизонте появились первые французские солдаты. 
Сражение началось около четырех часов дня. Австрийцы выстроились в боевой порядок левым флангом у деревни Захаи, которую они заняли силами 300 пандуров (нерегулярных легких пехотинцев). Слева от них была болотистая местность с лесом на возвышенности справа и сзади. Французы атаковали превосходящими силами. Они попытались обойти болото с фланга с помощью кавалерии и атаковали Захаи авангардом гренадеров, изгнав пандуров из деревни, которую те подожгли, чтобы прикрыть отступление.
Австрийцы в беспорядке отступили в лес, но оправились и контратаковали. Кавалерийская атака трех полков австрийских кирасиров была начата с возвышенности перед лесом против французских карабинеров, которых поддерживали два драгунских полка. Французская кавалерия окружила австрийскую кавалерию с фланга, и австрийцы были отброшены. Пехота с обеих сторон атаковала друг друга, но французы оттеснили австрийцев обратно в лес. Австрийская кавалерия сплотилась позади пехоты и снова атаковала, но снова была отброшена.
Сражение закончилось около восьми вечера. Австрийцы отступили ночью, потеряв около 500 человек убитыми и шесть орудий, за стены Ческе-Будеёвице. Потери французов составили около 250 человек.
Герцог де Брольи одержал небольшую, но политически важную победу, которая в сочетании с успехом Фридриха при Хотузице побудила Марию Терезию уступить Силезию по Бреслаускому договору от 11 июня 1742 года.